# Helen Gandy

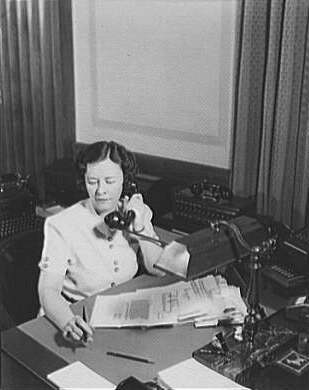
Helen Gandy in den 1940er Jahren

Helen W. Gandy (* 8. April 1897; † 7. Juli 1988 in DeLand, Florida) war eine US-amerikanische Beamtin, die mehr als 50 Jahre lang als persönliche Assistentin des FBI-Direktors J. Edgar Hoover diente.
Bekannt wurde Gandy vor allem durch die von ihr koordinierte Zerstörung aller persönlichen Unterlagen Hoovers nach dessen Tod im Jahr 1972.

## Leben
Die Tochter von Franklin Dallas und Annie Gandy, geborene Williams, wuchs in Fairton, New Jersey auf. Nach Abschluss der Bridgeton High School in Bridgeton, New Jersey besuchte sie Studienkurse an der Corcoran School of Art, George Washington University Law School und dem Strayer Business College.
Nach einer kurzen Tätigkeit als Verkäuferin wurde sie 1918 vom Justizministerium eingestellt. Ab dem 25. März 1918 arbeitete sie dort als Stenotypistin für J. Edgar Hoover. 1921 folgte sie Hoover zum Bureau of Investigation (BOI), wo dieser zunächst als Assistant Director („Vizedirektor“) tätig war. Als Hoover am 10. Mai 1924 zum Direktor ernannt wurde, beförderte er Gandy zu seiner Sekretärin.
1937 wurde Gandys Stellenbezeichnung um „Office Assistant (FBI Director's Office)“ ergänzt und am 1. Oktober 1939 wurde sie zum „Executive Assistant“ des Direktors befördert. Hoover beförderte Gandy auch später weiter, wobei diese Stellenbezeichnung allerdings beibehalten wurde. Anlässlich einer Beförderung bezeichnete Hoover Gandy als einzige „unabkömmliche“ Person beim FBI.
Nach Hoovers Tod am 2. Mai 1972 zerstörte Gandy über mehrere Wochen alle persönlichen Unterlagen des Direktors sowie seine umfangreichen Geheimdossiers über zahllose Personen des öffentlichen Lebens. Diese Dossiers, in denen Hoover insbesondere moralisch pikante Verfehlungen und kriminelle Verstrickungen der betreffenden Personen festhielt, systematisierte er mit Hilfe eines von ihm selbst entworfenen, chiffrierten Ordnungssystems, das auf speziellen Aktenzeichen basierte. Diese Aktenzeichen – eigentümliche Zahlen- und Buchstabencodes – waren so zusammengesetzt, dass sie nur für ihn selbst einen Sinn ergaben, für andere Personen hingegen undurchschaubar waren. Mit dieser Spezialchiffrierung stellte Hoover sicher, dass nur er selbst und wenige Vertraute wie Gandy wussten, an welcher Stelle in den Millionen von Akten umfassenden Archivbeständen des FBI die Akte zu einer bestimmten Person aufzufinden war.
1975 musste Gandy vor einem Kongressausschuss noch einmal zur Vernichtung der Akten aussagen, wobei sie darauf bestand, dass es sich nur um persönliche Unterlagen Hoovers gehandelt habe. Die Kongressabgeordneten, darunter Andrew Maguire, waren überzeugt, dass Gandy log, konnten ihr jedoch nichts nachweisen.
Am Tag von Hoovers Tod ging Gandy in den Ruhestand und lebte bis zum Ende der 1980er Jahre weiter in Washington, D.C. Später zog sie nach DeLand, Florida, wo sie am 7. Juli 1988 an Herzversagen im Alter von 91 Jahren verstarb. Gandy blieb zeitlebens unverheiratet und hinterließ keine Kinder.

## In der Populärkultur
Im Fernsehfilm J. Edgar Hoover aus dem Jahr 1987 wurde sie von Lee Kessler dargestellt. In Clint Eastwoods Biopic J. Edgar übernahm Naomi Watts die Rolle der Helen Gandy. In Bad Times at the El Royale aus dem Jahr 2018 wurde ihre Figur von Rebecca Toolan verkörpert.